# 俄勒冈州议会大厦
俄勒冈州议会大厦（英語：Oregon State Capitol）是美国俄勒冈州议会的议会堂，同时还是该州政府、州务卿和财务官的办公场所。该议会大厦位于俄勒冈州首府塞勒姆。现存的建筑修建于1936至1938年，并在1977年进行了扩建，是俄勒冈州政府在塞勒姆的第三大驻地。在1855年和1935年，分别有两座前议会堂毁于火灾。